# Хуталиев, Арслан Мурадович
Арслан Мурадович Хуталиев (16 февраля 1985, Махачкала, Дагестанская АССР, РСФСР, СССР) — российский и узбекистанский борец вольного стиля, призёр чемпионата Азии. Обладатель Кубка мира.

## Биография
Родился в 1985 году в Махачкале. Воспитанник махачкалинской школы борьбы «Динамо». Родом из селения Бурши, Лакский район, Дагестан. Трёхкратный чемпион РФ среди юношей с 1998 по 2000 год. Выступает за Узбекистан. В 2006 году стал бронзовым призёром чемпионата Азии.